# Zsíróbank
A zsíróbank (eredeti írásmódban: girobank, más néven átíróbank, vagy klíring bank) bankközi pénzügyi elszámolásokat irányító, magas kapitalizációjú bank. 
Pénzintézetek számára végez fedezetellenőrzéssel egybekötött számlakiegyenlítéseket és -jóváírásokat. Ez lehetővé teszi, hogy a bankok csak az egymással szembeni tartozásaik és követeléseik egyenlegét fizessék ki. Erre azért van szükség, mert a kereskedelem sebessége meghaladja a tranzakciók teljesítésének sebességét, így a nagy tőkéjű zsíróbank mintegy pufferként végzi a kölcsönös követelések és tartozások elszámolását és fedezetellenőrzését.
Magyarországon a zsíróbanki funkciókat a GIRO Elszámolásforgalmi Zártkörűen Működő Részvénytársaság (GIRO Zrt.) látja el.